# 自然资源部南海局
自然资源部南海局，为中华人民共和国自然资源部的派出机构，驻地为广州市客村新港中路353号。

## 历史
1965年成立，当时属于中国人民解放军海军编制。设水文气象科。广东省气象局的海洋水文气象工作及16个海洋观测站划归南海分局。
1984年5月脱离海军编制，改为国家机关和事业单位编制。